# Pokali
Pokali (nepalski: पोकली) – gaun wikas samiti we wschodniej części Nepalu w strefie Sagarmatha w dystrykcie Okhaldhunga. Według nepalskiego spisu powszechnego z 2001 roku liczył on 610 gospodarstw domowych i 3090 mieszkańców (1588 kobiet i 1502 mężczyzn).